# Романов (Житомирская область)
Рома́нов (укр. Романів) — посёлок в Житомирском районе Житомирской области Украины, админинстративный центр Романовской поселковой общины. До 2020 года являлся центром упразднённого Романовского района. C 1933 по 2003 гг. назывался Дзержи́нск.
Третий крупнейший после Черняхова и Хорошева посёлок городского типа в Житомирской области. В плане экономического развития Романов имеет такие предприятия: Романовский стеклозавод, маслозавод, хлебзавод (новый построен в 1981 году) и мебельную фабрику, в советские времена также функционировал кирпичный завод и старый хлебзавод. С 2006 г. работает новое деревообрабатываюшее предприятие "ВИВАД-09" А также филиал аграрной компании "Нибулон".

## Географическое положение
Расстояние до Житомира по ж/д — 116 км, по автодорогам — 67 км. До Киева по железной дороге — 250 км, по автодорогам — 200 км.

## История
Известен с 1471 года. В начале XIX века граф Август Ильинский отстроил в Романове богатую усадьбу. В 1817 г. получил магдебургское право. Граф Е. Ф. Комаровский вспоминал о посещении графской усадьбы:

«Мы нашли каменный дом преогромный, а хозяин нас уверял, что это один из флигелей будущего замка. Комнаты внутри превысоки, наполненные множеством зеркал, и, большею частию, из цельных стекол. Везде видно было множество бронз; в одной комнате мебель, обитая шёлковой французской материей, по словам графа Ильинского, из маленького Трианона, принадлежавшая королеве Марии-Антуанетте. В большой зале заиграла роговая музыка, и мы все пошли её слушать с большим удовольствием. На другой день мы были угощены оперой и балетом. Граф Ильинский выписывал из Одессы итальянских певцов и балетмейстера, и одна из его актрис имела превосходный голос, равно как было и несколько танцовщиц весьма порядочных. Костюмы были пребогатые, но мы видели сих несчастных после спектакля почти в рубищах».

Некоторое время первой скрипкой, а затем (1799—1817) дирижёром оркестра в Романове был польский музыкант Игнаций Добжиньский.

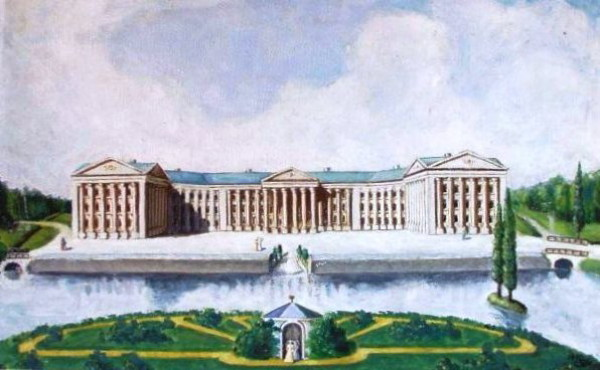
Усадьба Ильинских (реконструкция современного художника)

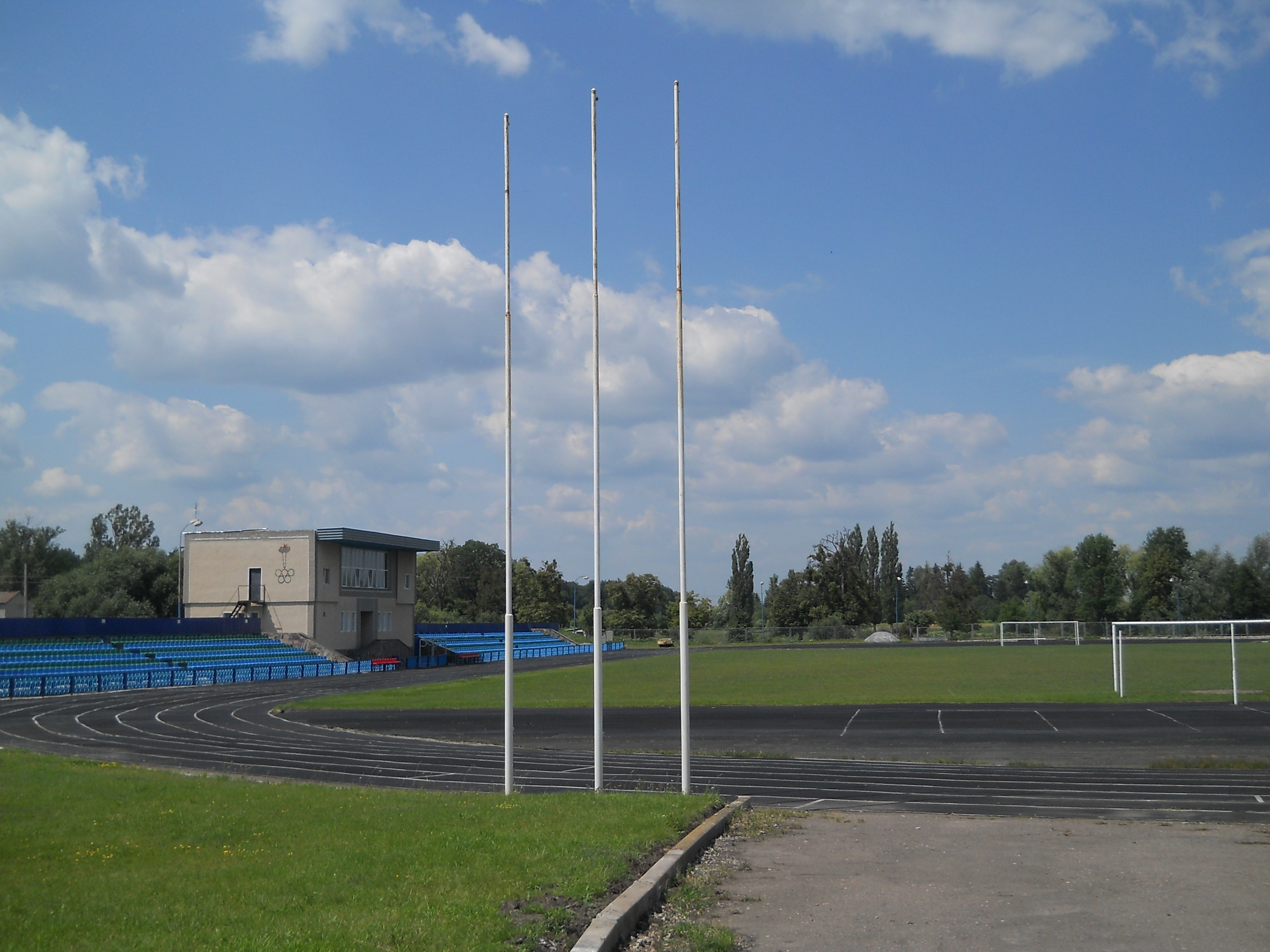
Центральный стадион

Графская усадьба сгорела в конце XIX века. Статус посёлка городского типа был присвоен в 1924 году. В 1933 г. переименован в Дзержинск. Историческое название возвращено 80 лет спустя (постановление Верховной рады Украины № 1076-IV от 09.07.2003 года).

### История евреев Романова[5]
Первое упоминание о еврейском поселении в городе Романов относится к 1787 году. В ходе большевистской революции, гражданской войны (1918—1920) и последующими двумя годами, когда банды продолжали преследовать еврейское население Украины, евреи поселения подвергались насилию со стороны сменяющихся режимов. Все магазины, многие из которых ранее принадлежали евреям, были закрыты Советами в начале 1930-х годов. Многим евреям приходилось работать на местных фабриках, в то время как ряд еврейских ремесленников вступили в кооперативы.
В 1931 году двадцать еврейских семей основали еврейский колхоз «Ленинский Вег» (Путь Ленина). К концу 1939 г. менее половины колхозников составляли евреи. В Дзержинске действовал еврейский этнический совет (совет), а с 1926 года — еврейская школа с обучением на идише, пока они не были ликвидированы в конце 1930-х годов. В 1939 году в городе проживало 1720 евреев, что составляло 24 процента от общей численности населения.
Дзержинск был оккупирован немцами 10 июля 1941 года. Несколько еврейских семей бежали в глубь СССР. Некоторые евреи прибыли в Дзержинск из близлежащих мест, чтобы бежать на восток, но им не удалось избежать немецкой оккупации. 25 августа 1941 г. местным евреям было приказано собраться в центре города и прибыть в военкомат, который был окружен колючей проволокой. Большое количество евреев собралось в здании конторы; других держали на улице под дождём. Через некоторое время немцы под предлогом отправки на физический труд собрали 52 молодых еврея-мужчин. Они привезли их в лес (иногда называемый парком), расположенный примерно в 2,5 км от центра города, и приказали выкопать три ямы. После того, как эта работа была закончена, молодым людям приказали раздеться, заставили встать на доску, уложенную поперёк одной из ям, а затем расстреляли. Позже других мужчин-евреев привели в ямы и расстреляли аналогичным образом. Возможно, третья яма была недостаточно велика или, возможно, немцы устали; в любом случае в 18:00 они разрешили женщинам с тремя и более детьми покинуть военкомат. Другие женщины, считавшие, что немцы намеревались убить оставшихся, пытались отправить своих детей обратно в город вместе с женщинами, у которых было много собственных детей. Позже были отпущены и женщины с двумя детьми, и, наконец, даже женщины с одним ребёнком были отпущены. Пожилые женщины и те, у кого не было детей или уже отправили своих детей в город, были расстреляны в одних и тех же ямах в лесу. По разным данным, от 549 до 800 евреев были убиты в тот день в лесу полицейской командой СС при содействии местных коллаборационистов.

Евреи, оставшиеся в живых после первого массового убийства 25 августа, вернулись в город. Позже их поместили в здание колхоза, обнесенное колючей проволокой. Вторая операция по убийству произошла 18 октября 1941 г. (по другим данным — 25 октября), когда ещё от 583 до 850 евреев Дзержинска были доставлены в сквер, расположенный недалеко от места первого убийства, и убиты в трех ямах. Немцы с помощью местных милиционеров сначала доставили к месту убийства женщин, затем детей.
«В это утро, 25 октября 1941 года, сначала отдельной колонной отвели женщин-матерей, затем повели детей. Я шёл за Люсиком. Две девочки крепко уцепились за руки Люсика. Остановили детей метрах в четырёх от ямы. Полицаи подходили к детям с двух сторон ямы, прокалывали штыками животы и живых бросали в ров, то ли патронов жалея, то ли забавы ради. Крик, плач, ужасные стоны разносились по всему лесу. Подойдя ближе, Люсик повернулся ко мне и спросил: „Может, броситься в яму самим, чтобы не чувствовать боли?“ В это время, увидев Люсика с девочками, полицай крикнул: „Брось сучек!“, но Люсик рук девочек не выпустил, и это заняло у полицая чуть больше времени. Я воспользовался этим мгновением и бросился в яму. Встал у стенки рва сначала на колени, а потом выпрямился. Яма заполнилась. Её слегка припорошили землёй. Земля шевелилась от ещё живых детей. Когда стало темно, я выбрался.» (Л. Горелик, 10 лет.)
Около 100 евреев, сумевших бежать во время массового убийства 18 октября 1941 г. и спрятавшихся в городе или его окрестностях, были пойманы и убиты местными полицейскими в ноябре или первых числах декабря. возле глиняного карьера к западу от города.
Немцы разрешили евреям определённых профессий оставаться в городе. Однако 7 декабря 1941 года в бывшем военкомате прошёл очередной отбор, и 168 евреев, в том числе некоторые специалисты и члены их семей, были доставлены пешком или на грузовике в район бывшего аэропорта у села Романовка, где остались глубокие воронки от артиллерийских снарядов после бомбёжек местности в июле 1941 года. Здесь расстреливали евреев.
Лишь немногим евреям удалось выжить, в основном в деревнях недалеко от города. Красная Армия освободила Дзержинск 1 января 1944 года. На памятнике на месте лесного убийства есть надпись на украинском языке: «Мы помним пять тысяч мирных жителей уезда, в том числе четыре тысячи евреев из Романова-Дзержинска, убитых немецко-фашистскими оккупантами в период с 1941 по 1942 год».

## Население
- 1974 год — 7 930 человек
- 1990 год — 8 385 человек
- 2001 год — 8 262 (по переписи)
- 2006 год — 8 120 (по статистике)
- 2009 год — более 8 000 человек

### Языковой состав
Родной язык населения по данным переписи 2001 года:
| Язык       | Численность, чел. | Доля     |
| ---------- | ----------------- | -------- |
| Украинский | 8 032             | 97,93 %  |
| Русский    | 141               | 1,72 %   |
| Другие     | 29                | 0,35 %   |
| Итого      | 8 202             | 100,00 % |

## Экономика

### Транспорт
- Автостанция «Романов»
- ОАО «Романовтранс»

### Промышленность
- Романовский стекольный завод
- Романовский маслозавод "Эней"
- Романовский хлебзавод "СтритФуд"
- Романовская мебельная фабрика «Древ-Ко»
- Кирпичный завод (сущестаовал в советское время и до середины 1990 годов).

## Сфера образования и культуры
- Общеобразовательная школа I—III ст. № 1 (гимназия с 2005 года) — более 850 учеников
- Общеобразовательная школа I—III ст. № 2 (лицей с 2008 года) — более 380 учеников
- Ясли-сад № 1
- Ясли-сад № 2
- Ясли-сад № 3 (в плане открытия)
- Романовский интернат детей-инвалидов
- В райцентре действуют районный дом культуры на 600 мест, клуб стеклозавода, Дом детского творчества, станция юных техников
- В посёлке действуют Православная Свято-Успенская Церковь УП и Римо-Католический Костёл Св. Станислава
- Районная библиотека для детей
- Районная библиотека для взрослых
- ФК «Зоря-Энергия»
- Стадион «Зоря»
- Детско-юношеская спортивная школа
- Романовская школа искусств

## Транспорт
Посёлок расположен в 11 км от железнодорожной станции Разино (до 1933г."Романов")на линии Казатин — Шепетовка.

## Известные люди
Здесь родились:
- Илинский, Ян Станислав (1795—1860) — польский композитор.
- Илинский, Януш Станислав (1765—1792) — польский генерал-майор, участник Четырёхлетнего сейма (1788—1792).
- Присяжнюк, Валерий Павлович (род. 1960) — украинский генерал-майор милиции, Заслуженный юрист Украины.
- Тарасюк, Борис Иванович (род. в 1949) — советский и украинский дипломат, министр иностранных дел Украины (1998—2000, 2005—2007); председатель Народного Руха Украины (2003—2012); зам. председателя партии «Батькивщина».